# Chapelle Notre-Dame-des-Neiges de La Gueulaz
La chapelle Notre-Dame-des-Neiges de La Gueulaz, est un édifice religieux suisse, situé dans le canton du Valais, sur la commune de Finhaut à proximité du barrage d'Emosson. 